# Gagea polidorii
Gagea polidorii är en liljeväxtart som beskrevs av J.-m.Tison. Gagea polidorii ingår i Vårlökssläktet och i familjen liljeväxter. Inga underarter finns listade.